# Cambridge Terrace
Cambridge Terrace est l'une des terrasses néo-classiques de Regent's Park, à Londres. 

## Situation et accès
Cet ensemble résidentiel néoclassique est composé de maisons en terrasse surplombant Regent's Park dans le Borough de Camden, à Londres. 
Elle est plus petite à tous égards que sa voisine, Chester Terrace.
Les stations de métro les plus proches sont Great Portland Street, desservie par les lignes  Circle  Hammersmith & City  Metropolitan, et Regent's Park, où circulent les rames de la ligne  Bakerloo.

## Origine du nom

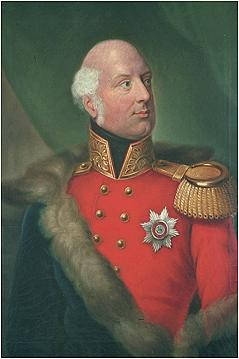
Adolphus de Cambridge.

Elle porte le nom du prince Adolphe, duc de Cambridge, vice-roi de Hanovre.

## Historique
La terrasse a été conçue par John Nash et achevée en 1825. La terrasse est un Monument classé de Grade I depuis 1974. 
Le centre et les deux ailes se distinguent par des portiques d'ordre romain ou pseudo-dorique, aux colonnes rustiquées. 
Un système de chauffage et de refroidissement utilisant des énergies renouvelables et ne consommant pas de carburant sur site est en cours d'installation à Cambridge Terrace en 2015.